# Charles Henri Ver-Huell
Charles Henri Ver-Huell ou Verhuell (Carel Hendrik Ver Huell), né à Doetinchem (Provinces-Unies) le 11 février 1764 et mort le 25 octobre 1845 à Paris, est un amiral français d'origine néerlandaise.

## Origine et famille
Le comte Carel Hendrik Ver Huell est issu d'une famille noble néerlandaise de religion protestante. Son père, Quirijn Maurits Ver Huell (Q.M. Ver Huell), fut entre autres maire de Doetinchem, et sa mère était Madame Judith Elsabeen Anna, baronne de Rouwenoort.
Il épouse le 23 février 1789 son amour de jeunesse, Maria Johanna de Bruijn qui lui donnera trois fils. Touchée par la variole lors de l'épidémie de 1793, Maria Johanna Ver Huell en reste défigurée. Ver Huell entretint une relation extra-conjugale avec Marie-Thérèse Corneillan, qui a un fils et une fille de C.H. Ver Huell. Des rumeurs, très certainement inexactes, prêtaient à Ver Huell une relation amoureuse avec Hortense de Beauharnais, épouse de Louis Bonaparte, et la paternité de son fils Charles Louis Napoléon Bonaparte, plus connu sous le nom de Napoléon III.
Son neveu  Quirijn Maurits Rudolph Ver Huell (1787-1860), fils de son frère Everhard Alexander Ver Huell, fut contre-amiral (schout-bij-nacht) de la marine royale néerlandaise.

## Formation dans la marine hollandaise
Cadet dans un régiment d’infanterie hollandais en 1775, à 11 ans, il demande, en 1778, à entrer dans le service de mer, et est admis l’année suivante en qualité de garde de la marine.
Il fait sa première campagne sur la frégate l’Argo et se trouve au combat que l’amiral comte Van Bijlandt livre à la division britannique commandée par le commodore Fielding (en) en 1780. Sous-lieutenant de marine début 1781, il participe, à bord du même navire, à la bataille du Dogger Bank (5 août 1781). L'Argo est intégré à la ligne de bataille pour compenser l'infériorité numérique hollandaise en vaisseaux. La frégate a 140 hommes hors de combat et Verhuel est le seul officier survivant à part le capitaine. Il est toutefois blessé par l'explosion d'une gargousse. Il obtient le grade de lieutenant de vaisseau en récompense de sa conduite.
Il effectue ensuite une campagne au Nord de l'Angleterre sur une corvette dont il assume le commandement pendant la plus grande partie de la croisière en raison de la maladie du capitaine et des autres officiers.
De 1782 à 1785, il navigue dans la Méditerranée, sur les côtes d’Afrique et dans les mers du Nord sur un vaisseau de ligne. Vers la fin de la campagne de 1785, se trouvant dans le Zuyderzée, il ajoute à sa réputation par un trait d’intrépidité.
Promu au grade de major, il sert jusqu’en 1789 dans la mer Baltique, la mer du Nord et la Méditerranée en tant que second sur une frégate.

## Pendant la Révolution française
Capitaine de frégate en 1791, il reçoit son premier commandement officiel, une corvette destinée pour les Indes occidentales. Nommé en l’an III premier adjudant de l’amiral Jan Hendrik van Kinsbergen, il organise un corps de matelots armés et est élevé l’année suivante au grade de capitaine de vaisseau.
Lors du renversement du Stathoudérat, il se retire du service avec la presque totalité des officiers du corps de la marine et rentre dans le conseil des Indes Orientales qui remplace la Compagnie néerlandaise des Indes orientales.
En l’an XI, il rentre à la sollicitation du gouvernement batave dans la marine avec le grade de contre-amiral et est envoyé à Paris pour assurer la coordination des forces françaises et hollandaises.

## L'Empire

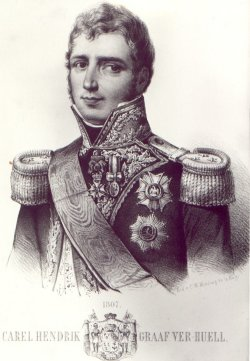
Charles Henri Ver-Huell

### Un amiral hollandais allié de la France
Dans le cadre de la préparation de l'invasion de l'Angleterre, il est chargé d'armer une flottille à Flessingue destinée à convoyer les troupes de Davout. Il doit pour cela se rendre à Ostende. Il décide de fractionner sa flottille en trois divisions qu'il conduit lui-même successivement. À chaque fois, il doit affronter la croisière de blocus anglaise. Le combat le plus dur est celui qu'il doit livrer lors du troisième trajet contre la division de Sidney Smith. L'opération est toutefois un succès.
Il est alors promu vice-amiral et décoré comme Grand aigle de la Légion d'honneur. Après l'abandon du projet d'invasion, il est nommé ministre de la marine hollandaise mais refuse de prendre ses fonctions jusqu'à ce qu'il ait conduit sa flottille jusqu'à Calais où elle doit être regroupée avec la flottille française. Il affronte en route les forces de l'amiral Keith, sous le cap Gris-Nez. Il repousse les forces anglaises et suscite l’enthousiasme de toute l’armée.
Très francophile, il préside la délégation hollandaise envoyée à Paris pour proposer à Louis Bonaparte la couronne de Hollande. Le nouveau roi le nomme maréchal, grand croix de l’ordre de l’Union et bientôt après ambassadeur à Paris.
En 1809, il commande les forces navales hollandaises lors de la tentative d'invasion anglaise dans la presqu’île de Walcheren. Il arbore son pavillon sur le vaisseau le Royal-Hollandais, et protège efficacement les côtes. En récompense de ce service, Louis-Napoléon le crée comte de Sevenaer.

### Amiral français
En 1810, lors de la réunion de la Hollande à la France, il préside la junte représentant les intérêts hollandais.
Il devient alors vice-amiral de la marine française. À partir de ce moment il se sent et va demeurer français tout le reste de sa vie.
Il commande les forces de la mer du Nord et de la Baltique, depuis l’Ems jusqu’à Dantzig. Il développe notamment des chantiers de construction dans les ports de Brème, de Hambourg et de Lubeck.
Le 1er mars 1811, l’Empereur lui attribue le titre de comte de l'Empire.
En avril 1812, il succède à l'amiral Jean-Guillaume de Winter, malade, au commandement de l’armée navale du Helder et du Texel et des forces réunies dans le Zuyderzée.
Lors de l'invasion de la Hollande, fin 1813, l’amiral Ver-Huell fait entrer la flotte placée sous ses ordres dans le port de Nieuste-Diep, démobilise les marins et ne laisse les bâtiments qu'à la garde des officiers : il veut éviter que ne se reproduise une prise de la flotte bloquée par les glaces comme en 1794. Il s’enferme avec les équipages français et la garnison du Helder dans le fort de la Salle. En même temps il occupe le fort Morland. Les deux forts dominent la flotte et la protègent. Il se maintient dans cette position pendant tout l’hiver de 1813 à 1814 et ce n'est qu’après l’abdication de l’Empereur qu’il consent à remettre la place du Helder et les autres forts au général Jonge qui les assiégeait. Il rejoint alors Paris.

## Notable français sous la Restauration
Louis XVIII le maintient dans son grade et ses titres et lui accorde des lettres de grande naturalisation. Dès lors Ver-Huell se fixe à Paris.
Durant les Cent-Jours, il se tient à l'écart mais en 1815, le gouvernement provisoire met deux frégates du port de Rochefort à la disposition de l’Empereur pour le transporter aux États-Unis ; le port est sous blocus des croisières anglaises. Napoléon aurait alors demandé que Ver-Huell commandât ces deux bâtiments.
Le roi le nomme toutefois l'un des quatre grands inspecteurs de la marine lors de la Seconde Restauration.
Admis à la retraite en 1816, Verhuell est élevé à la dignité de pair de France le 5 mars 1819.
Il consacre alors beaucoup de son temps à la franc-maçonnerie dont il est l'un des dignitaires : 33e degré du Rite écossais ancien et accepté et membre du Suprême Conseil de France lors de sa restauration en 1821. Il s'occupe également activement du développement des églises protestantes en France. Il est notamment président de la Société des missions évangéliques de Paris de novembre 1822 jusqu'à sa mort en 1845.

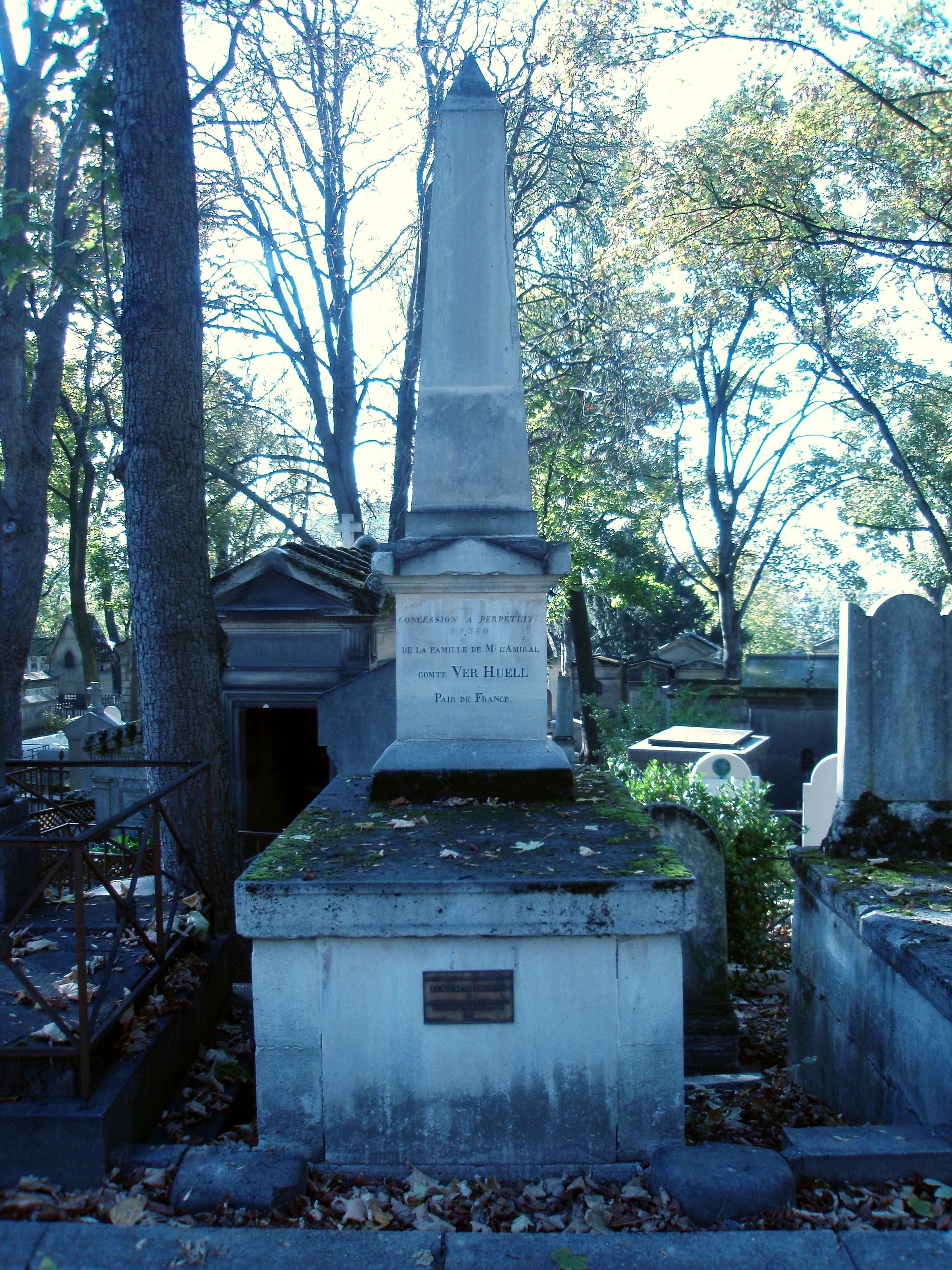
Tombe de Charles-Henri Verhuell

Par la suite, il devient un membre important de la Société française pour l'abolition de l'esclavage dont il est membre fondateur en 1834, sous la Monarchie de Juillet, intervenant à plusieurs reprises en faveur de l'abolition.
Il meurt à Paris le 25 octobre 1845, à l’âge de 81 ans. Il est inhumé au cimetière du Père-Lachaise, 28e division.

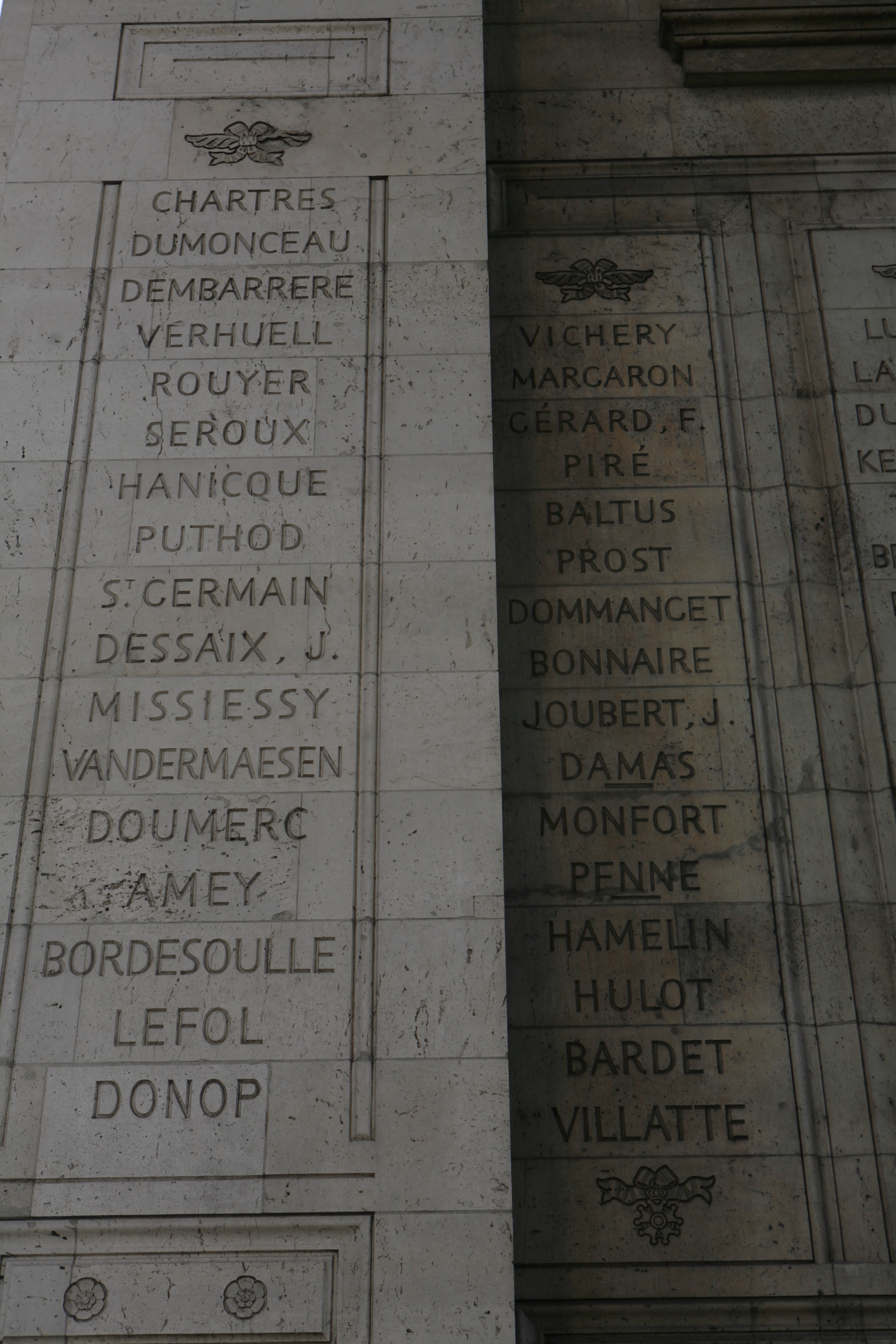
Noms gravés sous l'arc de triomphe de l'Étoile : pilier Ouest, 1ère et 2e colonnes.

Son nom est inscrit sur l'arc de triomphe de l'Étoile.